# قبلة الوقوف

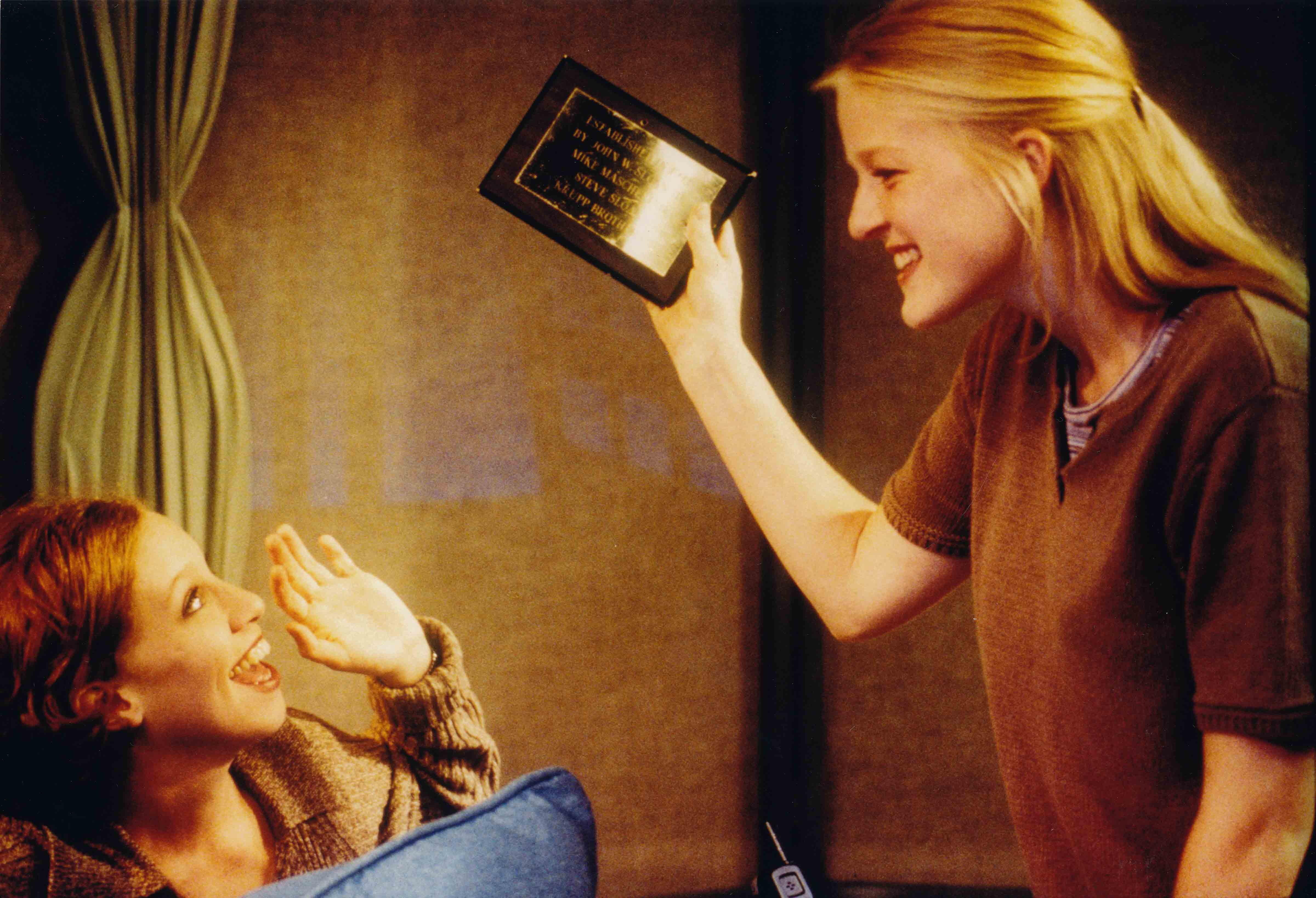
قبلة الوقوف

قُبلة الوقوف هي مسرحية كتبتها الكاتبة المسرحية الأمريكية ديانا سون ، وتم إنتاجها خارج برودواي في عام 1998 في المسرح العام في مدينة نيويورك.  أخرجها جو بوني ، وتتم إدارة المسرح من قِبل باز كوهين ، مع تصميم مجموعة ناريل سيسونز، وأزياء كاي فويس ، وتصميم الإضاءة بواسطة جيمس فيرمولين ، وتصميم الصوت والموسيقى الأصلية من قبل ديڤيد ڤان تيجيم.  تم تمديده ثلاث مرات.  تركز المسرحية على قصة سارة وكالي اللذين تعرضا للاعتداء في الشارع بعد أول قبلة لهما.

## فريق التمثيل الأصلي
كالي: جيسيكا هيكت
سارة: ساندرا أوه
جورج: كيفن كارول
بيتر: ريك هولمز
السيدة وينسلي / الممرضة: سوندرا ماكلين
المحقق كول: شاول شتاين.

## الحبكة
تتجول سارة وكالي في ويست فيلادج في مدينة نيويورك في وقت متأخر جدًا من الليل ، عندما يقومان بمشاركة  قبلاتهما الأولى.  و هذا يؤدي إلى هجوم شرس من قبل أحد المارة الغاضبين ، حبث إصيبت  سارة بجروح فظيعة .  انها تقع  في غيبوبة، أصبحت أحد الموضوعات الرئيسية في المسرحية.  يحاول جورج ، صديق كالي المقرب ، المساعدة في الموقف ، لكن لا يستطيع فعل شيئا .   بيتر ، صديق سارة السابق أتى من سانت لويس ، للمساعدة في إرجاع  عافيتها.  طوال فترة توقف القبلة ، يتم استكشاف العلاقات وتشكيلها وحتى إنهاؤها.  ديانا سون تتوسع في عمق العاطفة الإنسانية والتعاطف في هذه المسرحية.
وتُقول القصة من خلال النظام الزمني: يتم تناوب المشاهد على التوالي قبل الاعتداء وبعده، وهو ما لا يظهر

## الشخصيات

### كالي باكس
دور رئيسي
تعمل كالي كمراسلة مرور في مدينة نيويورك ، حيث عاشت منذ أحد عشر عامًا.  يساعد كالي سارة في التعرف على طريقها في جميع أنحاء المدينة ، وفي أثناء ذلك ، يطور لها مشاعر قوية.  وعندما تعرضت كالي وسارة للهجوم ، فإن كالي لا يعاني الا من اصابات طفيفة فقط ، وعادت الممرضات سارة إلى صحتها ، جنبًا إلى جنب مع بيتر.

### سارة
دور رئيسي
سارة ، التي انتقلت مؤخرًا إلى مدينة نيويورك من سانت لويس لقبول زمالة التدريس في مدرسة ابتدائية في ذا برونكس ، تستعين   بكالي لتتعلم كيف تتأقلم أثناء تواجدها في بيج آبل.  عندما تتعرض كالي وسارة للهجوم في الحديقة بعد قبلتهما الأولى ، تُصاب سارة وتدخل في غيبوبة حيث تبقى لبعض الوقت.

### جورج
دور ثانوي
جورج هو «صديق كالي».  يعمل نادل في المدينة ويغار من علاقة سارة بكالي

### بيتر
دور ثانوي
بيتر هو صديق سارة السابق من سانت لويس.  بمجرد أن علم أن سارة في المستشفى ، قام بالنزول إلى نيويورك لرؤيتها.  لا يزال بيتر يحب سارة

### السيدة وينسلي / الممرضة
دور ثانوي
السيدة وينسلي كانت شاهدة على الهجوم على سارة وكالي.  تم استجوابها من قبل المحقق كول.  عادة ما تلعب الممثلة التي تلعب هذا الدور دور ممرضة سارة.

### المحقق كول
دور ثانوي
المحقق كول هو المحقق المكلف بقضية كالي وسارة.  إنه أول من سمع قصة ما حدث لكالي وسارة في الليلة التي تم  تعرضهم  فيها للهجوم.